# Pipa pipa
Pipa pipa (Linnaeus, 1758), o rospo del Suriname, è un anfibio anuro del genere Pipa, famiglia dei pipidi, caratterizzato dal corpo schiacciato e una lunghezza dai 5 ai 20 cm.

## Descrizione
Il rospo del Suriname è generalmente grigio nella regione dorsale e più chiaro in quella ventrale. Ha un corpo assai schiacciato e una testa triangolare molto appiattita. Come gli altri membri della famiglia dei pipidi, è sprovvisto di lingua. Il rospo del Suriname possiede arti posteriori robusti per il nuoto, organi sensoriali lungo i lati che registrano le vibrazioni nell'acqua fangosa, polpastrelli simili a tentacoli a elevata sensibilità tattile e occhi rivolti verso l'alto per vedere sopra la superficie.

## Habitat e distribuzione
Il rospo del Suriname popola fiumi e canali a corso lento e fondo fangoso delle aree del Sud America settentrionale. Questa specie si è adattata ad una vita interamente acquatica.

## Riproduzione
Il rospo del Suriname ha un comportamento riproduttivo molto insolito: il maschio afferra la femmina dal di sopra e la coppia si ribalta ripetutamente. La femmina depone circa 100 uova a covata. Le uova vengono rilasciate, fecondate e intrappolate tra la pancia del maschio e il dorso della femmina, per infossarsi poi nella pelle di quest'ultima che si gonfia e avvolge ogni uovo in una tasca individuale. La femmina trasporta sul dorso le uova per 3 mesi. Qui si sviluppano in capsule per dare infine vita ai piccoli già metamorfosati.

## Dieta
Il rospo del Suriname si nutre soprattutto di vermi, larve di insetti e altri invertebrati.